# Holographis velutifolia
Holographis velutifolia är en akantusväxtart som först beskrevs av Homer Doliver House, och fick sitt nu gällande namn av T.F. Daniel. Holographis velutifolia ingår i släktet Holographis och familjen akantusväxter. Inga underarter finns listade i Catalogue of Life.